# Maria Emanuela d'Aviz
Maria Emanuela d'Aviz (Coimbra, 15 ottobre 1527 – Valladolid, 12 luglio 1545) era un'infanta di Portogallo e principessa delle Asturie per matrimonio.

## Biografia
Era la seconda figlia di Giovanni III del Portogallo e di Caterina d'Asburgo, sorella dell'imperatore Carlo V.

### Matrimonio
Fu la prima moglie di Filippo II di Spagna, che era suo cugino di primo grado per parte di entrambi i genitori: sua madre, Caterina d'Asburgo, era infatti sorella del padre di Filippo, Carlo V d'Asburgo, re di Spagna con il nome di Carlo I ed erede del Sacro Romano Impero, mentre suo padre, Giovanni III del Portogallo, era fratello della madre di lui, Isabella del Portogallo. Di conseguenza, avevano gli stessi nonni materni e paterni. Gli scrittori di quel tempo hanno lasciato descrizioni dettagliate del viaggio da Madrid a Badajoz da parte di Juan Martinez Silicio e dello sfarzo col quale il duca di Medina-Sidonia, Juan Alonso de Guzmán, organizzò la sua casa per ospitare la sposa.
Per la giovane età degli sposi, per i fini prettamente dinastici dei matrimoni di quel tempo e anche per il carattere schivo del principe, Filippo trattò sempre freddamente la giovane moglie. I due coniugi svolgevano una vita separata, benché vivessero sotto lo stesso tetto.
Per questo suo comportamento, che avrebbe dimostrato anche con la successiva moglie, Maria Tudor, freddo e distaccato, Filippo fu spesso rimproverato sia dal padre che dai suoceri. Nelle numerose lettere che l'imperatore rivolgeva al figlio, egli indicava, tra l'altro, l'obbligo a cui un principe e futuro regnante era tenuto per il bene dello Stato e della dinastia: generare un erede.

### Discendenza e morte
Nel 1545 nacque dunque il primo figlio di Filippo e l'ultimo della coppia: Don Carlos. La giovane Maria Emanuela, infatti, morì in seguito alle complicanze del parto a soli 17 anni. Neanche di fronte al lutto il marito dimostrò particolare affetto per la giovanissima sposa, né rimase turbato. Il piccolo, al quale fu messo il nome del nonno paterno, avrebbe in futuro dato non pochi problemi al padre, per via del carattere violento e irascibile.
Filippo si risposò altre tre volte: con Maria I Tudor, Elisabetta di Valois e Anna d'Austria.

## Ascendenza
|                             |                          |                          | Genitori                 |  |  | Nonni |  |  | Bisnonni          |  |  | Trisnonni              |  |
|                             |                          |                          |                          |  |  |       |  |  | Ferdinando d'Aviz |  |  | Eleonora di Trastámara |  |
|                             |                          |                          |                          |  |  |       |  |  | Ferdinando d'Aviz |  |  | Eleonora di Trastámara |  |
|                             |                          | Edoardo del Portogallo   |                          |  |  |       |  |  | Ferdinando d'Aviz |  |  |                        |  |
| Manuele I del Portogallo    |                          |                          |                          |  |  |       |  |  | Ferdinando d'Aviz |  |  |                        |  |
|                             |                          | Beatrice d'Aviz          | Isabella di Castiglia    |  |  |       |  |  |                   |  |  |                        |  |
|                             |                          | Beatrice d'Aviz          | Isabella di Castiglia    |  |  |       |  |  |                   |  |  |                        |  |
|                             |                          | Beatrice d'Aviz          | Giovanni d'Aviz          |  |  |       |  |  |                   |  |  |                        |  |
| Giovanni III del Portogallo |                          | Beatrice d'Aviz          |                          |  |  |       |  |  |                   |  |  |                        |  |
|                             |                          | Ferdinando II di Aragona | Isabella di Braganza     |  |  |       |  |  |                   |  |  |                        |  |
|                             |                          | Ferdinando II di Aragona | Isabella di Braganza     |  |  |       |  |  |                   |  |  |                        |  |
|                             |                          | Ferdinando II di Aragona | Giovanni II d'Aragona    |  |  |       |  |  |                   |  |  |                        |  |
| Maria di Trastámara         |                          | Ferdinando II di Aragona |                          |  |  |       |  |  |                   |  |  |                        |  |
|                             |                          | Isabella di Castiglia    | Giovanna Enríquez        |  |  |       |  |  |                   |  |  |                        |  |
|                             |                          | Isabella di Castiglia    | Giovanna Enríquez        |  |  |       |  |  |                   |  |  |                        |  |
|                             |                          | Isabella di Castiglia    | Giovanni II di Castiglia |  |  |       |  |  |                   |  |  |                        |  |
| Maria Emanuela d'Aviz       |                          | Isabella di Castiglia    |                          |  |  |       |  |  |                   |  |  |                        |  |
|                             | Massimiliano I d'Asburgo | Isabella del Portogallo  |                          |  |  |       |  |  |                   |  |  |                        |  |
|                             | Massimiliano I d'Asburgo | Isabella del Portogallo  |                          |  |  |       |  |  |                   |  |  |                        |  |
|                             | Massimiliano I d'Asburgo | Federico III d'Asburgo   |                          |  |  |       |  |  |                   |  |  |                        |  |
| Filippo I di Castiglia      | Massimiliano I d'Asburgo |                          |                          |  |  |       |  |  |                   |  |  |                        |  |
|                             |                          | Maria di Borgogna        | Eleonora d'Aviz          |  |  |       |  |  |                   |  |  |                        |  |
|                             |                          | Maria di Borgogna        | Eleonora d'Aviz          |  |  |       |  |  |                   |  |  |                        |  |
|                             |                          | Maria di Borgogna        | Carlo I di Borgogna      |  |  |       |  |  |                   |  |  |                        |  |
| Caterina d'Asburgo          |                          | Maria di Borgogna        |                          |  |  |       |  |  |                   |  |  |                        |  |
|                             |                          | Ferdinando II d'Aragona  | Isabella di Borbone      |  |  |       |  |  |                   |  |  |                        |  |
|                             |                          | Ferdinando II d'Aragona  | Isabella di Borbone      |  |  |       |  |  |                   |  |  |                        |  |
|                             |                          | Ferdinando II d'Aragona  | Giovanni II d'Aragona    |  |  |       |  |  |                   |  |  |                        |  |
| Giovanna di Castiglia       |                          | Ferdinando II d'Aragona  |                          |  |  |       |  |  |                   |  |  |                        |  |
|                             |                          | Isabella di Castiglia    | Giovanna Enríquez        |  |  |       |  |  |                   |  |  |                        |  |
|                             |                          | Isabella di Castiglia    | Giovanna Enríquez        |  |  |       |  |  |                   |  |  |                        |  |
|                             |                          | Isabella di Castiglia    | Giovanni II di Castiglia |  |  |       |  |  |                   |  |  |                        |  |
|                             |                          | Isabella di Castiglia    |                          |  |  |       |  |  |                   |  |  |                        |  |